# Безногие голотурии
Безногие голотурии (лат. Apodida) — отряд иглокожих из класса голотурий. Форма тела червеобразная. Хотя у них есть щупальца вокруг рта, у них нет настоящих амбулакральных ножек, и поэтому считается, что они в родстве с отрядом Molpadida.
Их щупальца бывают простыми, пальцевидными или перистыми. Кожа тонкая, довольно прозрачная, но шершавая из-за косточек, мельчайших известковых пластинок, встроенных в кожу. Они могут выглядеть как колесики с разным числом спиц, либо напоминать буквы S, либо как настоящие якоря, помогающие этим голотуриям при ползании.
Безногие голотурии лишены водных легких и дышат через кожу. У них есть специальные органы выделения — ресничные воронки, сформированные благодаря выпячиваниям ресничного перитониального эпителия и соединительной ткани, расположенные на стенке тела или на мезентерии. Они накапливают твердые продукты распада.
Это самые устойчивые к опреснению воды из всех иглокожих, некоторые виды способны жить даже в почти пресной воде мангровых зарослей. Как и их родичи из отряда Molpadida, они зарываются в мягкий грунт, но гораздо более подвижны. Некоторые тропические виды живут на коралловых рифах. Последние ярко окрашены, в отличие от бледных или почти бесцветных роющих Apodida.

## Классификация
На ноябрь 2023 года в отряд включают 3 семейства:
- Chiridotidae Östergren, 1898
- Myriotrochidae Théel, 1877
- Synaptidae Burmeister, 1837

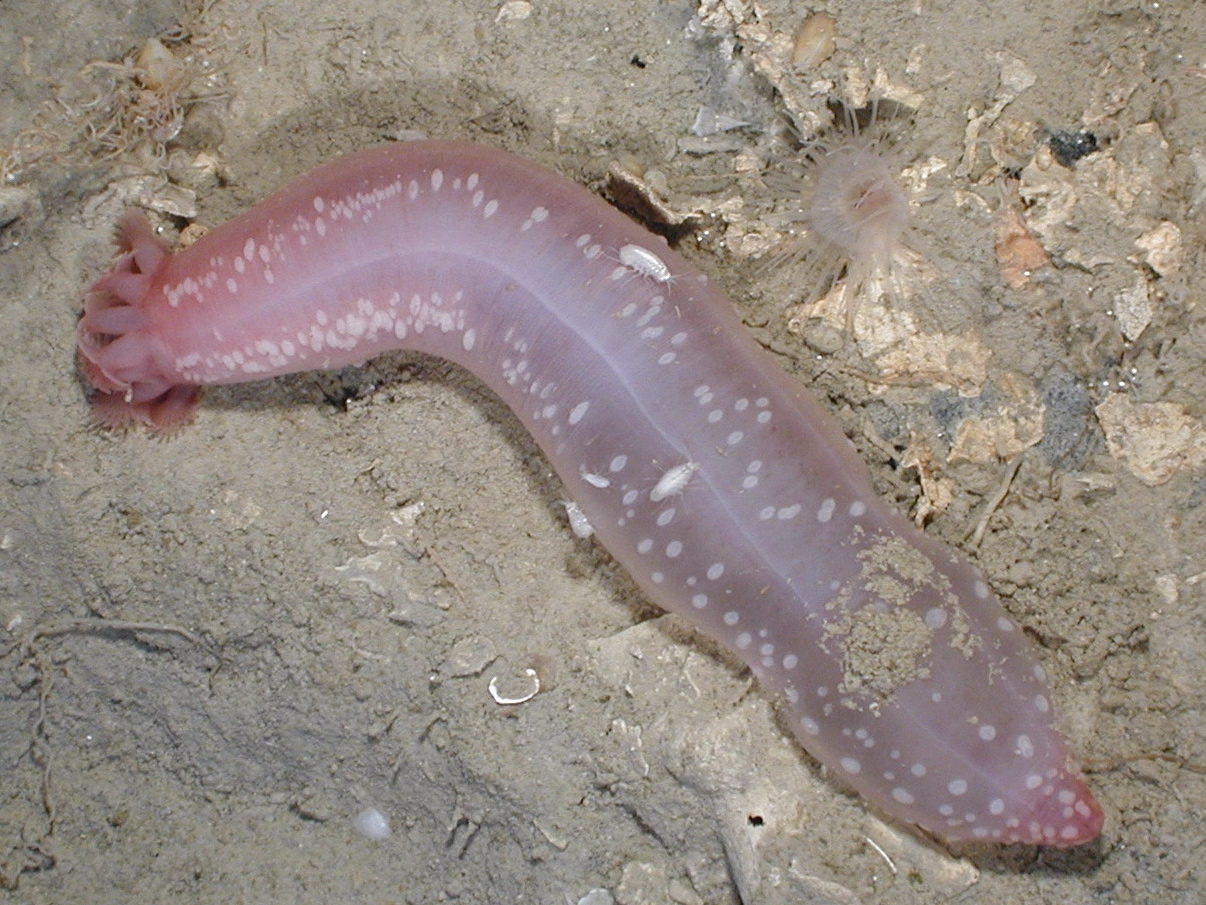
Chiridota heheva
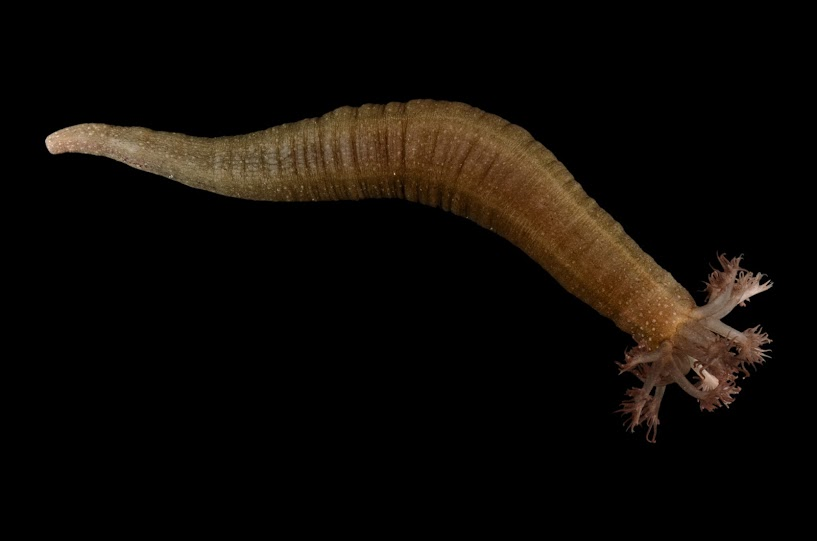
Polycheira rufescens
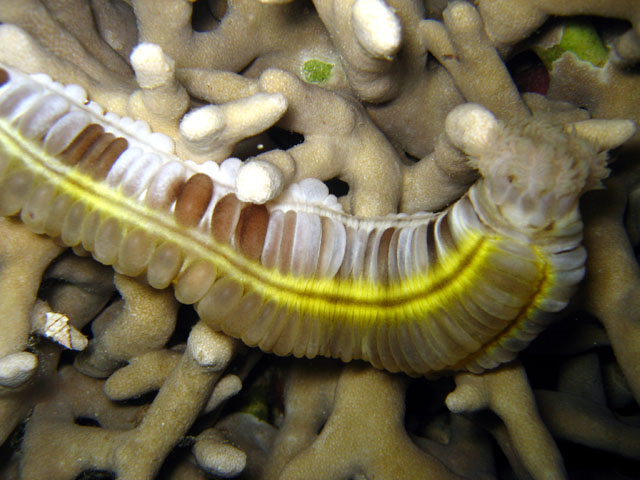
Euapta godeffroyi
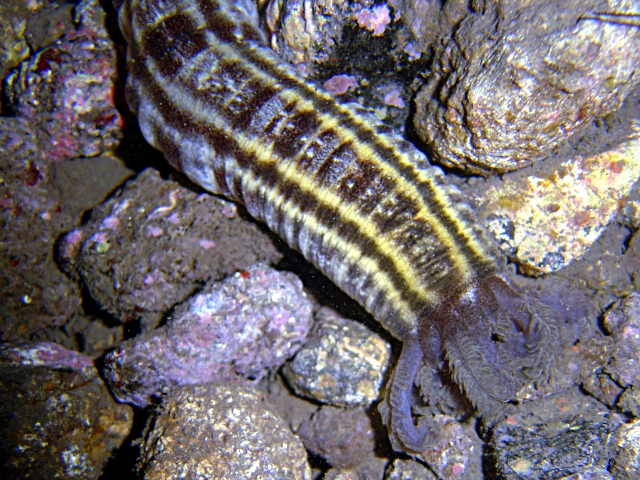
Euapta lappa
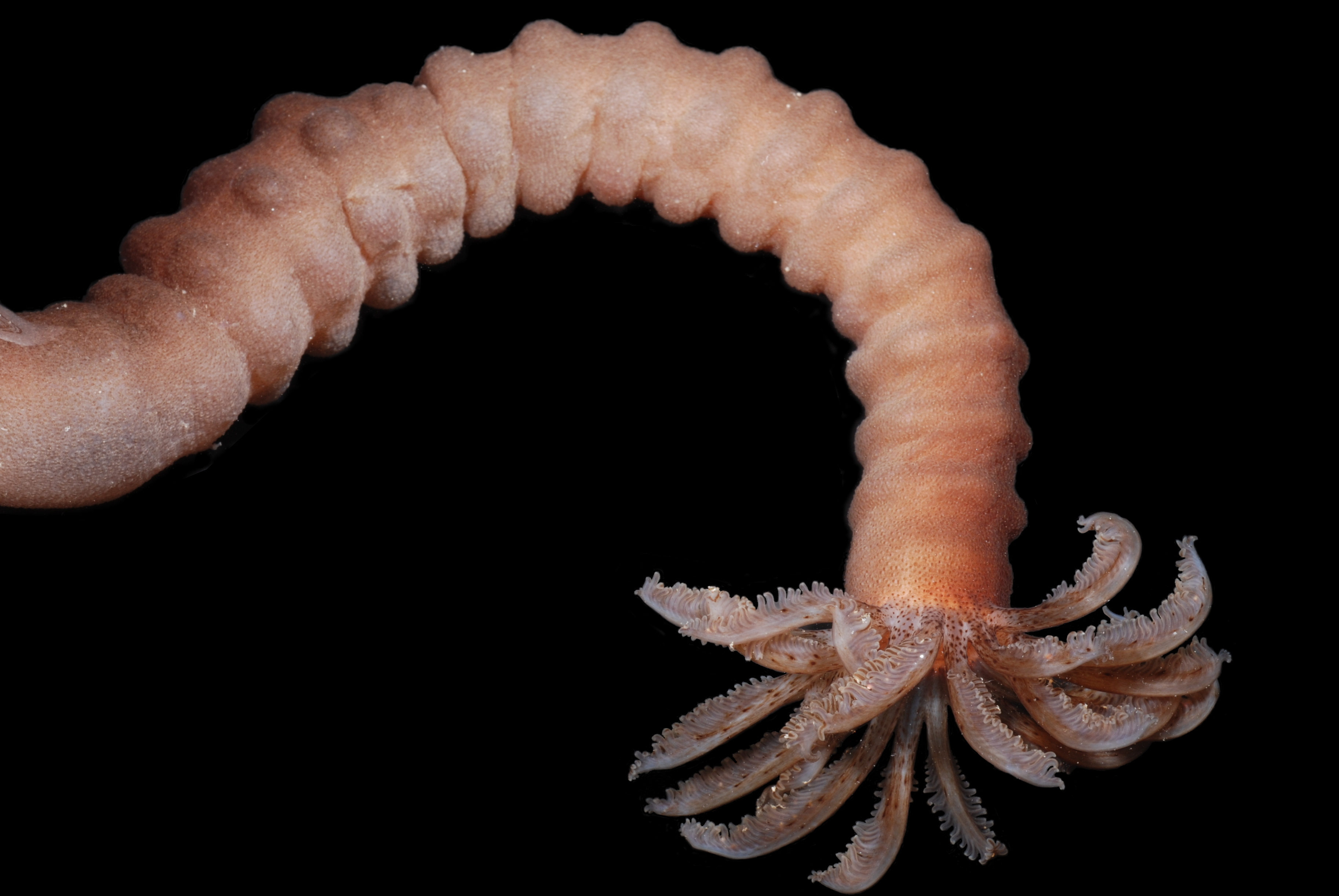
Polyplectana kefersteinii
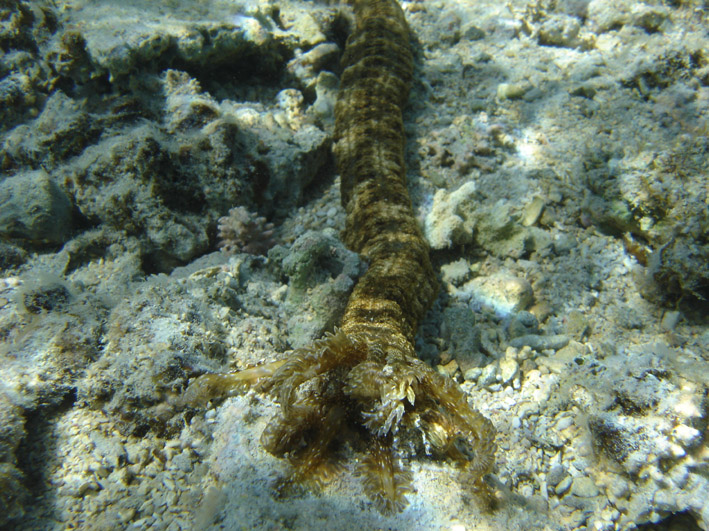
Synapta maculata
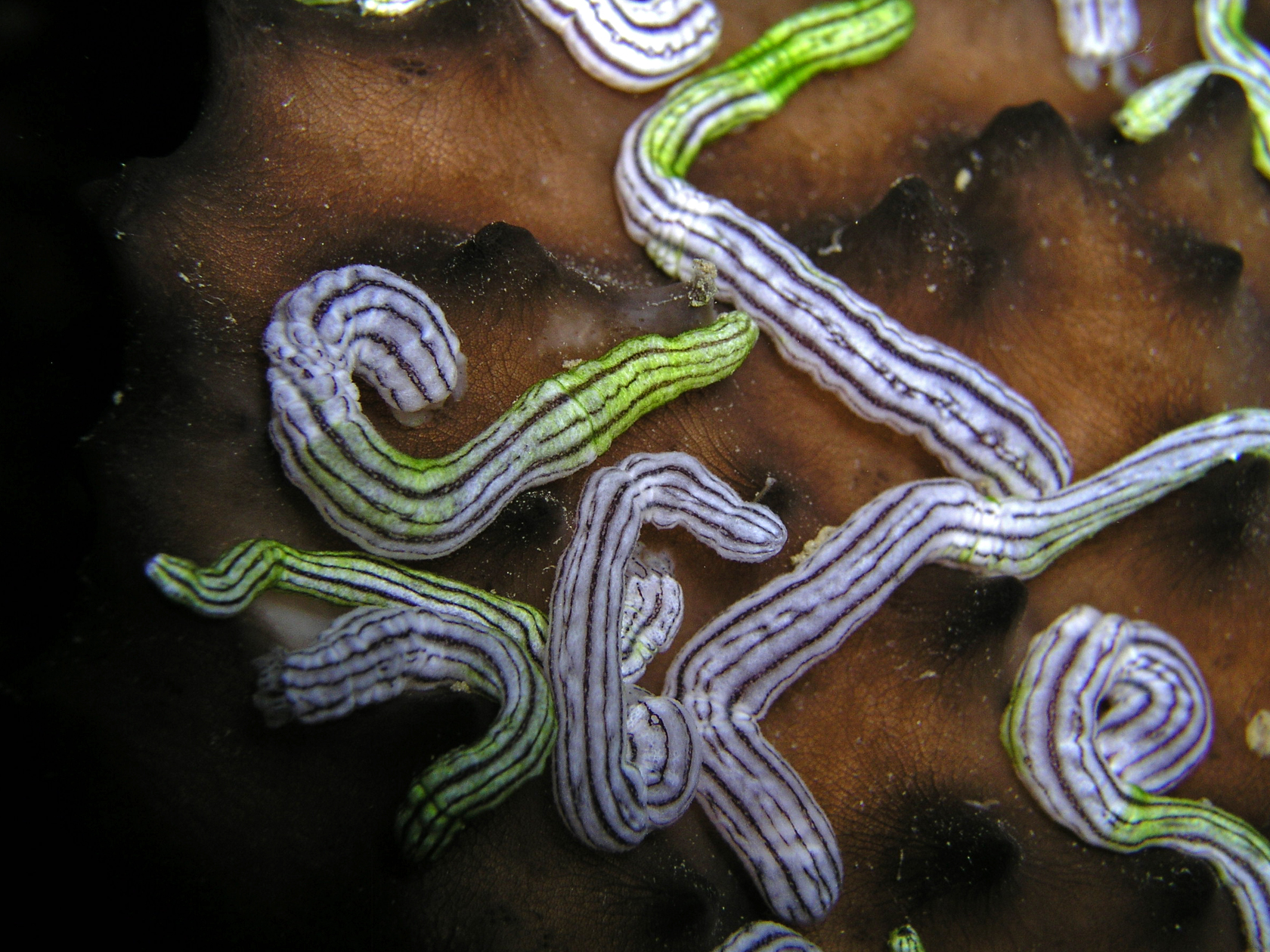
Synaptula lamperti